# Mariko Yoshida (siatkarka)
Mariko Yoshida (jap. 吉田 真理子, Yoshida Mariko) (ur. 27 lipca 1954 w Yono w prefekturze Saitama) – japońska siatkarka, mistrzyni olimpijska.
Była zawodniczką reprezentacji Japonii w 1976 w Montrealu. Z zespołem zdobyła mistrzostwo olimpijskie. 
W latach 1973-1981 była zawodniczką klubu Hitachi Musashi. Następnie została siatkarką klubu Daiei. W 1978 roku zdobyła wicemistrzostwo świata.